# Челак Петро Петрович
Петро Петрович Челак (нар. 1921 Дніпропетровськ — 2005 Львів) — радянський український історик, декан факультету історії ЛНУ імені Івана Франка 1959—1973.

Фігурант справи «Москітів».

## Біографія
Народився на Катеринославщині УСРР. Закінчив Львівський державний університет. В 1954 році в.о доцента кафедри історії СРСР.
1955 року захистив дисертацію. Тема: «Боротьба трудящих мас Західної України проти окупаційного режиму панської Польщі»
В 1957 році старший викладач кафедри історії СРСР. З 1958 до 1991 року доцент кафедри історії СРСР.
З 1959 до 1973 року займав посаду декана факультету історії Львівського університету. В 1973 році звільнений з посади, через справу «Москітів», а саме діяльності антирадянських викладачів та студентів. Того ж року, радянські спецслужби на партійні органи влади защистили осередки на історичному факультеті. Відраховано ряд студентів, звільнено викладачів.
З 1978 до 1984 року декан факультету підвищення кваліфікації викладачів вузів. З 1992 до 1993 року доцент кафедри історії слов'янських країн Львівського університету.